# 克雷明纳市镇
克雷明纳市级市镇（羅馬化：Kreminska miska hromada）是乌克兰盧甘斯克州北顿涅茨克区的市镇，行政中心为克雷明纳。市镇面积为536.4平方公里，2020年人口数量为22,235人。

## 历史沿革
2020年由原克雷明纳市拉达与切尔沃诺波皮夫卡村拉达和新克拉斯尼扬卡村拉达辖区合并组建而成。

## 聚居点
该市镇下辖1个市（即克雷明纳市）、4个镇和6个村庄。

### 镇列表
- 迪布罗瓦（烏克蘭語：Діброва (Сєвєродонецький район)）
- 日特利夫卡（烏克蘭語：Житлівка）
- 库济米内（烏克蘭語：Кузьмине）
- 旧克拉斯尼扬卡

### 村庄列表
- 霍利科韦
- 新克拉斯尼揚卡
- 皮夏內
- 普舍尼奇内
- 蘇羅夫齊夫卡
- 切爾沃諾波皮夫卡